# Juan Bravo Frías
Juan Bravo Frías (Madrid 1893- Madrid 1938) fue un médico pediatra español de la Inclusa de Madrid. Con su trabajo y sus publicaciones contribuyó a la mejora de las condiciones de la Inclusa de Madrid y en general del niño abandonado en España.

## Biografía y trayectoria profesional
Nació en Madrid en 1893. Se licenció en medicina por la Universidad Central de Madrid y en 1916 presentó su tesis doctoral en la misma universidad.
En 1915 ingresó en la Beneficencia Provincial de Madrid y fue destinado a la Inclusa de Madrid. La situación de la inclusa era penosa con un índice de mortalidad superior al 50% de los niños abandonados. La cifra media de abandonos en la inclusa de Madrid superaba el millar en la primera mitad del siglo XX.
Desde su llegada a la inclusa y junto con su compañero Juan Antonio Alonso Muñoyerro llevaron a cabo unas reformas que mejoraron sustancialmente la situación, como por ejemplo la eliminación del torno en 1922. En esta tarea implicó a otros sectores de la sociedad que tomaron conciencia del problema y colaboraron en su mejora. En este sentido realizó diversas publicaciones sobre el abandono infantil y visitó centros de referencia como en el marco del 2º congreso nacional de pediatría en San Sebastián en 1923 visitó La Casa Cuna de Fraisoro que era un centro de referencia.
Junto con otros pediatras era partidario de formalizar el reconocimiento legal del padre con implicaciones económicas con el fin de disminuir el abandono infantil pero hubo muchas trabas y no lo consiguieron.
Fue el primer jefe del Servicio Central de Higiene Infantil en la Dirección General de Sanidad creado en 1926.
En 1927 generó un debate en varios periódicos madrileños en las que ofrecía unos porcentajes de mortalidad en la Institución que en seguida fueron rebatidos por la Diputación. La consecuencia más inmediata de este debate, a nivel general fue una Real Orden en mayo de ese mismo año que establecía que las mujeres que utilizaran las maternidades debían amamantar a sus hijos allí nacidos por un mínimo de dos meses.
Ocupó el puesto de secretario general de la Academia Médico-Quirúrgica Española y en 1935 fue nombrado académico de número de la Real Academia de Doctores de España.
Participó activamente en los diferentes Congresos de Pediatría a nivel nacional.
En el convulso verano de 1936 fueron despedidas las 47 hermanas de la caridad del centro y ante la protesta por la situación creada por la falta de personal fue cesado en sus funciones de la inclusa a la que ya no volvería. Falleció en 1938.

## Publicaciones
- Mortalidad infantil en Madrid y medios para aminorarla (1935)[14]

- Paidología e higiene escolar : (inspección médico escolar.1935)[14]

- La transformación de las inclusas (1924)[14]

- Contribución al estudio de la patología y sintomatología de la tuberculosis infantil (1919)[14]

- Sobre la técnica de las punciones en el seno longitudinal superior del lactante, investigaciones anatómicas experimentales y clínicas (1922)[14]

- Algunas consideraciones sobre un nuevo caso de Kala-azar infantil observado en Madrid (1928)[14]

- Tratamiento de la intoxicación alimenticia de los niños de pecho : (Cólera infantil. 1917)[14]

- Tratamiento dietético de las enfermedades gastro-intestinales de los niños (1922)[14]

- Lucha contra la mortalidad infantil y contra la mortinatalidad (1934)[14]